# モアブ婦人会

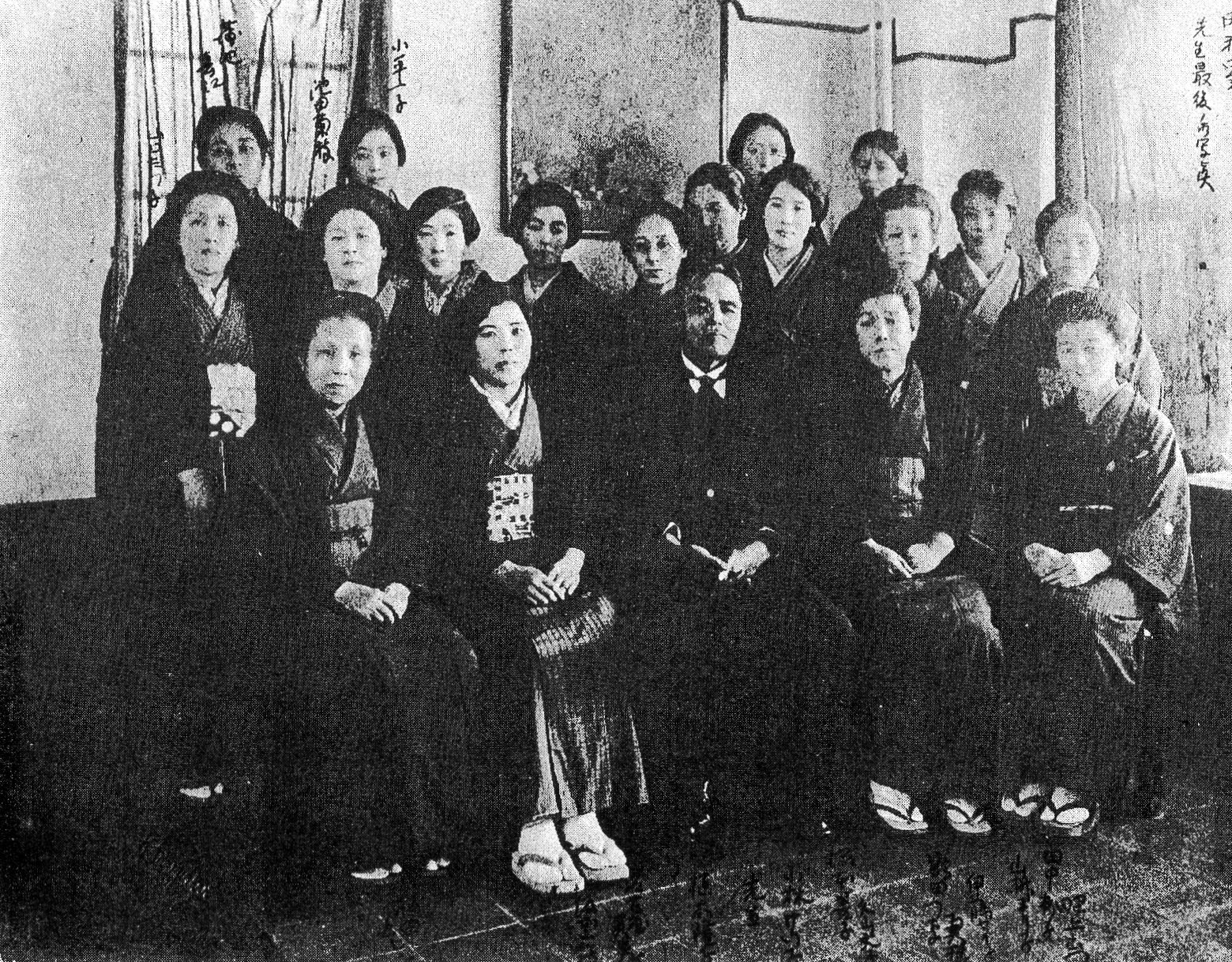
1929年クリスマスのモアブ婦人会

モアブ婦人会（モアブふじんかい）は、内村鑑三の娘内村ルツ子の死を記念して結成された会である。

## 歴史
1912年、内村鑑三の二女ルツ子が死去する。翌1913年の記念日に内村家ゆかりの夫人たちが集まった時に、内村鑑三の主唱で結成されたのがこの会である。発足時は34名の会員がいた。ほとんどが内村聖書研究会の会員の夫人や姉妹など、内村家に関係のあるメンバーである。
ルツ子の母親の内村静子が会長を務め、鑑三も時々出席した。毎週第3水曜日に会員に枝を順繰りに廻って会を開き、聖書研究と感話と祈りをして、軽い茶菓を供するという会であった。

## 主な会員
- 内村静子（会長）
- 畔上むつ（畔上賢造夫人）
- 藤井喬子（藤井武夫人）
- 宝田あい子（山本七平の夫人の母）
- 黒崎寿美子（黒崎幸吉夫人）
- 南原百合子（南原繁夫人）
- 斎藤仁志（斎藤宗次郎夫人）
- 塚本善子（塚本虎二の妹）